# Deon Saffery
Deon Saffery (* 28. Januar 1988 in Barry) ist eine ehemalige walisische Squashspielerin.

## Karriere
Deon Saffery begann ihre Karriere im Jahr 2006 und gewann zwei Titel auf der PSA World Tour. Ihre beste Platzierung in der Weltrangliste erreichte sie mit Rang 42 im März 2015. Mit der walisischen Nationalmannschaft nahm sie 2012 und 2014 an der Weltmeisterschaft teil. Ab 2008 gehörte sie jedes Jahr zum Kader bei der Europameisterschaft. Deon Saffery war außerdem Teil des walisischen Kaders bei den Commonwealth Games 2014. In den Jahren 2008, 2010, 2012 und 2014 wurde sie walisische Meisterin.

## Erfolge
- Gewonnene PSA-Titel: 2
- Walisischer Meister: 4 Titel (2008, 2010, 2012, 2014)